# Riedel Imme

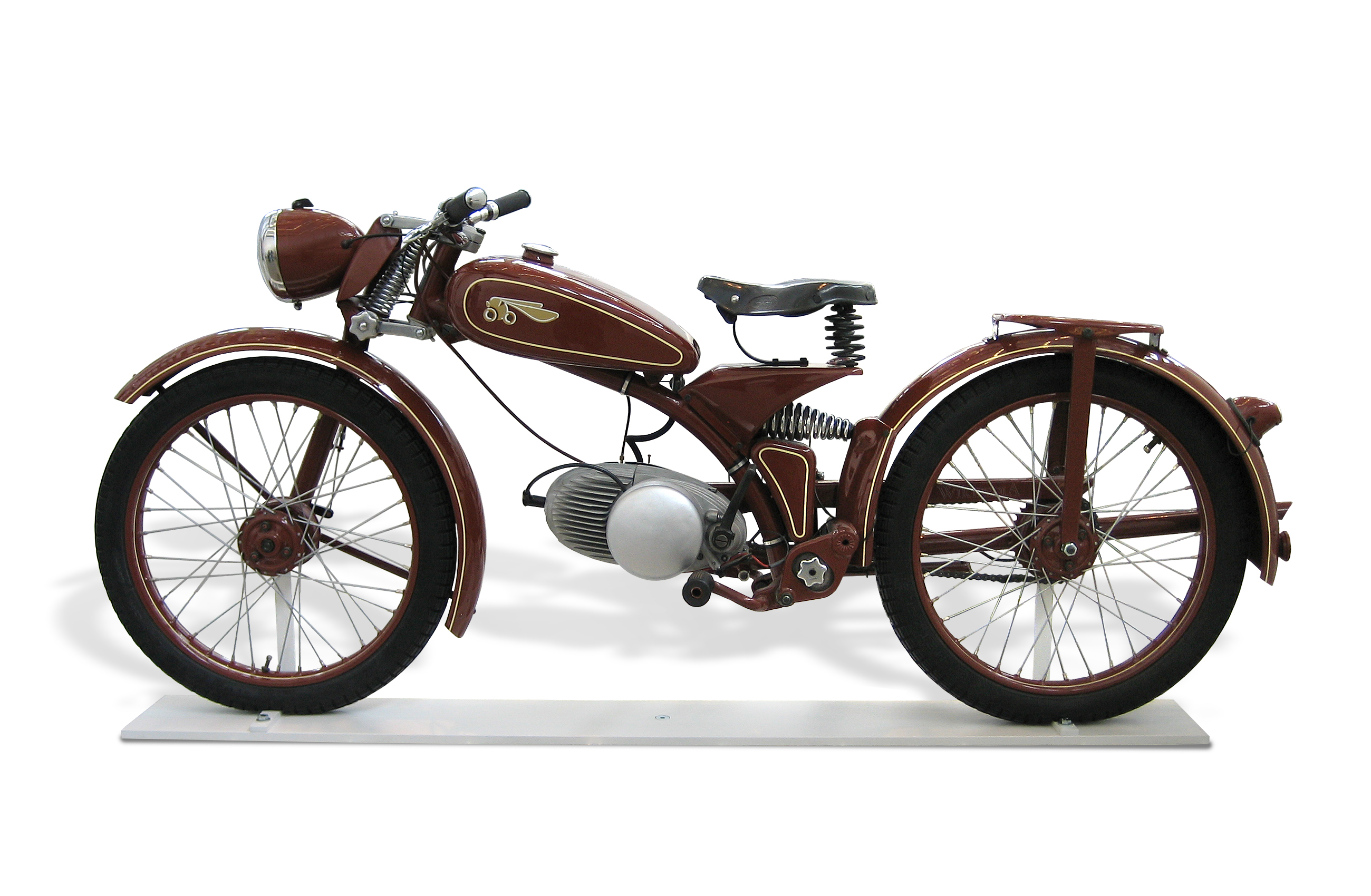
Imme R 100 in der Pinakothek der Moderne, München

Imme ist die Handelsbezeichnung des deutschen Leichtmotorrades Typ R 100, das ab 1947 von Norbert Riedel entwickelt wurde. Das für die damalige Zeit futuristisch gestaltete Motorrad wies einige ungewöhnliche Konstruktionsmerkmale auf. Der Name leitet sich von dem Ort der Produktionsstätte Immenstadt im Allgäu ab.

## Geschichte

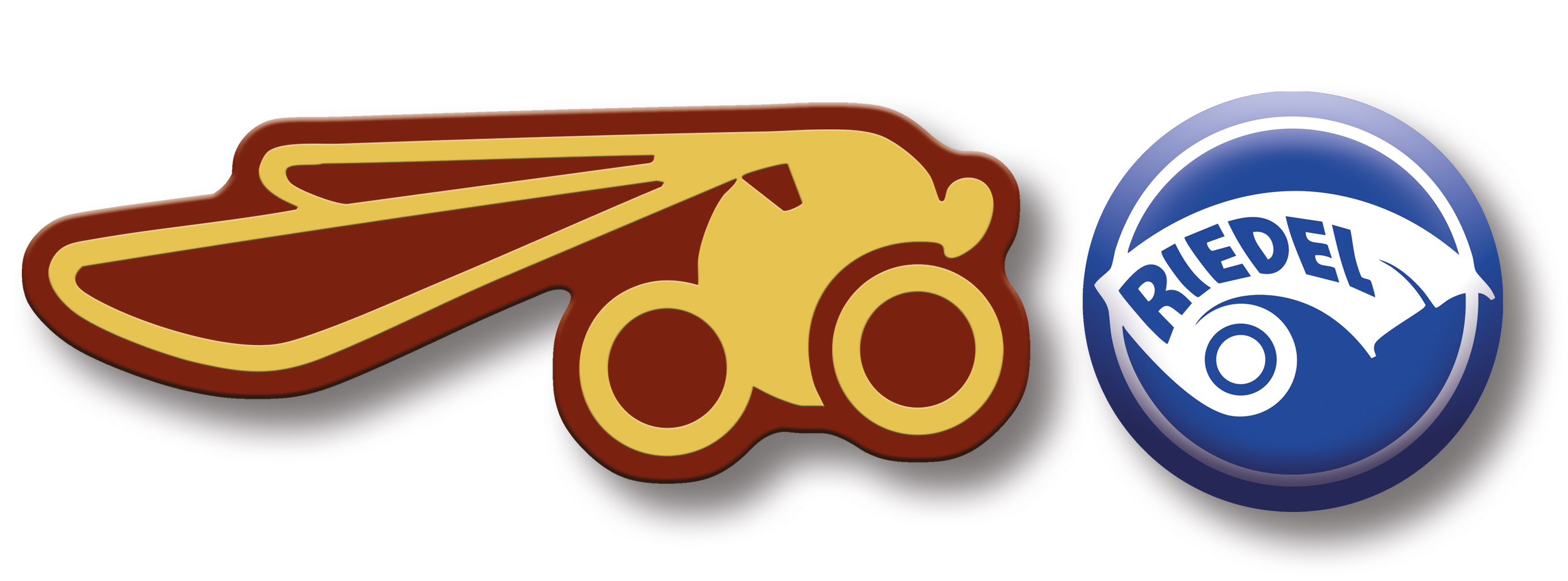
Tankemblem der Riedel Imme (links) neben dem Logo des Herstellers Riedel Motoren AG

Der Ingenieur Norbert Riedel arbeitete in den 1930er Jahren als Konstrukteur bei Ardie, Victoria und Triumph in Nürnberg. Er gewann den Wettbewerb für die Konstruktion eines Anlassermotors für die Flugzeugturbine der Messerschmitt Me 262.
Nach dem Krieg entwickelte er ein Motorrad und baute in Immenstadt einen Produktionsbetrieb auf. Im Juni 1949 begann die Serienproduktion der Riedel R 100. Der knapp kalkulierte Preis von 775 Mark und hohe Kosten für Gewährleistungen – vor allem wegen der anfangs nur einseitigen Kurbelwellenlagerung mit geringer Lebensdauer und eines störanfälligen Kickstartermechanismus – führten zu finanziellen Schwierigkeiten.
Das von Riedel entwickelte Zweizylindermodell, die R 150, konnte aus diesen Gründen nicht mehr auf den Markt gebracht werden. Im Oktober 1951 meldete die Riedel Motoren AG infolge eines zurückgezogenen Bankkredits Konkurs an.

## Imme R 100

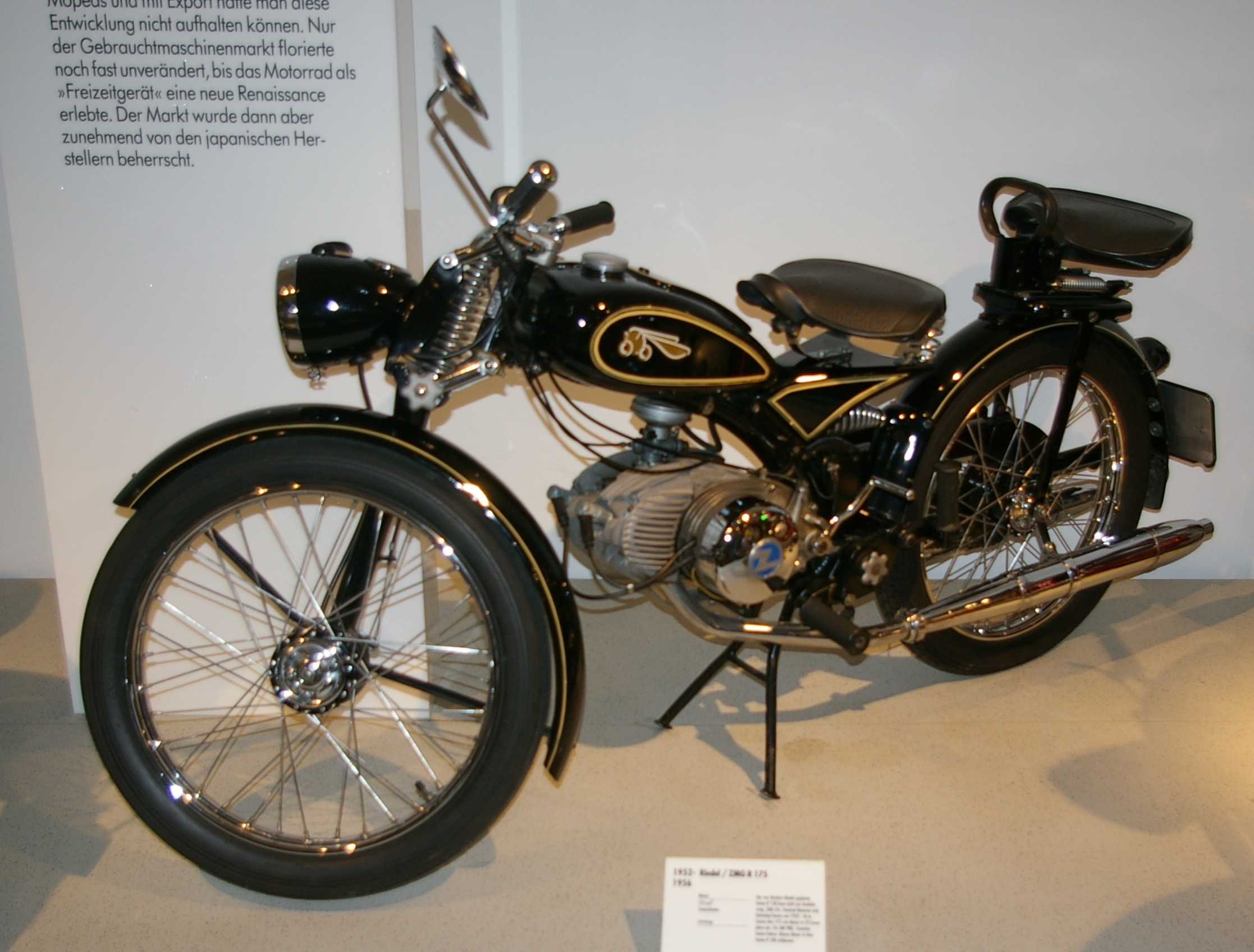
„Große“ Imme 175 mit einem von ZMG aus der Konkursmasse weiterentwickelten Zweizylindermotor

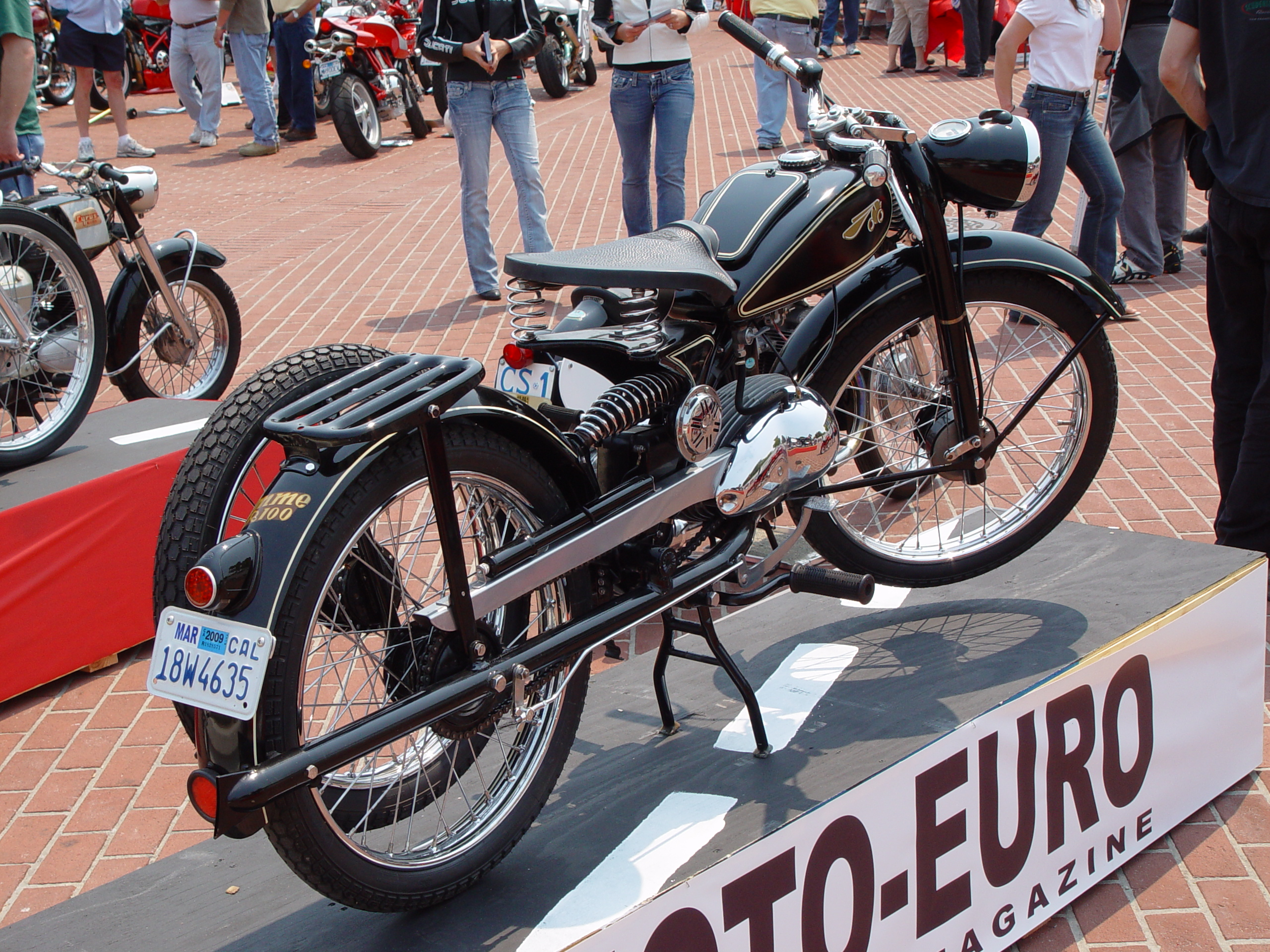
Imme R100: Hinterradaufhängung und Schwinge mit integriertem Auspuffrohr. Links neben dem Hinterrad ist ein Reserverad montiert.

Für sein Motorrad verwendete Riedel zunächst nur einen einzigen Rohrdurchmesser, später wurden einige Rohre größer ausgeführt. Daraus fertigte er den kompletten Rahmen einschließlich Lenkkopf und Schwingenlager, die einarmige Parallelogrammgabel – in Werksunterlagen „Halbparallelogramm-Gabel“ genannt – sowie die einarmige Hinterradschwinge. Diese Schwinge war als Cantilever- und Triebsatzschwinge ausgebildet und gleichzeitig Auspuffrohr mit auswechselbarem Schalldämpfereinsatz. Zur Federung hatte sie eine liegende Zentralfeder, die sich am Rahmenrohr abstützte. Den grundsätzlichen Vorteil von Triebsatzschwingen – die im Fahrbetrieb gleich bleibende Kettenspannung – hatte die Imme nicht; denn beim Fahren dehnte sich der Schwingarm durch Erwärmung etwas, so dass sich der Abstand der beiden Kettenräder vergrößerte. Die Kette musste daher im kalten Zustand recht lose eingestellt werden, was viele Fahrer missachteten.
Die beiden Räder waren baugleich und austauschbar. Die Imme R 100, so die offizielle Typbezeichnung, leistete 3,3 kW (4,5 PS) bei 5800/min aus 99 cm³ Hubraum. Der Verbrauch der ursprünglich nur „oxydrot“ lackiert lieferbaren, 57 kg schweren Maschine lag bei 2,3 l je 100 km.
Zu den Besonderheiten der Imme gehörte die Drehgriffschaltung des Dreiganggetriebes, bei der die Stellung für den ersten Gang in der Mitte lag und zugleich Leerlaufstellung war; denn der erste Gang war auch im Leerlauf eingelegt, wobei aber mithilfe eines Drahtbügels der Kupplungshebel permanent betätigt wurde. Das Getriebe war ein Kugel-Ziehkeilgetriebe. Eine weitere Besonderheit des Motors – die einseitige „fliegende“ Kurbelwellenlagerung – wurde im Frühjahr 1951 mit Erscheinen des Modells „R 100/D“ („Doppellagerung“) aufgegeben. Der 7 : 1 verdichtende Zweitaktmotor war mit 52 mm Bohrung und 47 mm Hub leicht unterquadratisch ausgelegt (Hubverhältnis 0,904); die Arbeitsweise wurde als Steilstromspülung mit zwei Fenstern bezeichnet. Damit wurde eine mögliche Verletzung des Patentschutzes der Umkehrspülung vermieden und trotzdem ein Flachkolben verwendet. Die Trommelbremsen waren als Innenbandbremsen ausgeführt.
Riedels Detailverliebtheit ging so weit, dass selbst die Batterie eine Spezialanfertigung war: Das Gehäuse war dreieckig und die Farbe Oxydrot.
Bis zum Produktionsende 1951 wurden etwa 12.000 Fahrzeuge gebaut. Zur Vermarktung der Konkursmasse wurde am 1. April 1952 vom letzten Betriebsleiter, dem Maschinenbau-Ingenieur Fritz Philipps, die ZMG Zweirad-Motoren und Getriebe GmbH gegründet. Die ZMG übernahm, für 5 Jahre garantiert, die Ersatzteilversorgung mit Kundendienst und entwickelte den Motor weiter. So entstand der 125-cm³-Motor mit 58 mm Bohrung, von dem 44 Stück ausgeliefert wurden. Die ZMG bot einen verbesserten Kickstartermechanismus, Hubraumvergrößerungen und ab Frühjahr 1952 auch den Umbau auf zwei Kurbelwellenlager (R 100/D) an.

## Zweizylinder-Versionen
Der Zweizylindermotor der „R 150“ wurde mit einer geänderten Getriebekonstruktion auf 175 cm³ Hubraum (8,5 PS) vergrößert und an ca. 30 Kunden ausgeliefert. Dazu wurde das 100er Imme-Fahrgestell so geändert, dass die Imme-Zweizylinder-Motoren eingebaut werden konnten. Die Weiterentwicklung sah auch noch einen gegenläufigen 200er Motor mit 10 PS vor, von dem drei Stück produziert wurden. Diese Weiterentwicklungen wurden vielfach mit einer geänderten Auspuffanlage mit Adler- oder Sachs-Endschalldämpfern ausgestattet. Damit konnte eine Leistungssteigerung und ein wesentlich besseres thermisches Verhalten der Motoren erzielt werden.
Wegen mangelnder Nachfrage verlagerte Fritz Philipps ab 1956 – die von ihm für 5 Jahre garantierte Ersatzteilversorgung war abgelaufen – seine Geschäftstätigkeit auf Zahnradfertigung und Getriebebau. Zur Kreditgewährung kam ihm zu Hilfe, dass er während und nach dem Krieg knapp 10 Jahre lang als Betriebsführer in den NSU-Werken Mülhausen (Elsass) und Neuenstein gearbeitet hatte.

## MotorrollerTill
Seit Dezember 1949 hatte Riedel, dem Markttrend folgend, einen Motorroller auf Grundlage der Imme mit 100-cm³-Motor entwickelt; einen Prototyp (Anm. 1) unter dem Namen Till stellte er im März 1950 vor. Die Triebsatzschwinge war als einseitige Schwinge – wie bei der Imme zugleich Auspuffrohr – ausgeführt, für den Soziusbetrieb konnte eine zweite Feder durch Herunterklappen der rechten Soziusfußraste zugeschaltet werden. Auch die Vorderradaufhängung war einseitig. Für die Serie war ein 150-cm³-Zweizylindermotor mit Gebläsekühlung vorgesehen. Doch die Serienfertigung kam nicht zustande; nach einem Vergleich im Herbst 1950 wurden die Entwicklungsarbeiten eingestellt. Der Roller ist jedoch in Hans Deppes Heimatfilm Schwarzwaldmädel mit Sonja Ziemann und Rudolf Prack zu sehen, gefahren wird er von dem Schauspieler Walter Müller. Der Film wurde vom 1. Mai 1950 bis 3. Juni 1950 gedreht.

## Sonstiges
Eine Imme mit 200-cm³-Zweizylindermotor ist im PS-Speicher in Einbeck ausgestellt.